# Ma Jae-yoon
Ma „sAviOr“ Jae-yoon (* 23. November 1987) ist ein ehemaliger professioneller südkoreanischer E-Sportler in dem Computerspiel Starcraft: Brood War. Er spielte die Rasse Zerg für das Team CJ Entus.

## Karriere
Zu seiner besten Zeit (etwa Mitte 2006 bis Ende 2007) galt sAviOr als erfolgreichster und bester StarCraft-Spieler überhaupt.
Unter anderem erreichte er zwischen 2005 und 2007 fünf Mal in Folge das Finale der MBCGame StarCraft League (MSL), wovon er dreimal gewann. Auch die andere große Turnierserie, die  OnGameNet StarLeague (OSL), konnte er 2006 gewinnen. Nach 2007 konnte er nicht mehr an seine vorherigen Leistungen anschließen.

### „Bonjwa“
sAviOr war er der erste StarCraft-Spieler der von den südkoreanischen Fans als „Bonjwa“ bezeichnet wurde. Der Begriff steht in StarCraft für einen Spieler, der über einen längeren Zeitraum so dominant spielt, dass er allgemein als stärkster Spieler anerkannt ist.
Neben sAviOr gelten BoxeR, iloveoov, NaDa und Flash als Bonjwas in StarCraft: Brood War. sAviOr ist davon der einzige Spieler der Rasse Zerg, alle anderen waren auf die Rasse Terraner spezialisiert.

### Manipulationsskandal und Karriereende
Aufgrund seiner Beteiligung am KeSPA Manipulationsskandal wurde er 2010 als einer von elf im Skandal involvierten Spielern von der KeSPA lebenslang gesperrt. Außerdem wurden seine Titel nachträglich aberkannt. Zusätzlich erhielt er eine Bewährungsstrafe und musste gemeinnützige Arbeit leisten.
sAviOr bestreitet in einem Interview von 2013 selbst aktiv Spiele verschoben zu haben, gab jedoch zu, Mittelsmann zwischen Spielern und Wettbetrügern gewesen zu sein.

## Turnier-Erfolge (Auswahl)
| Jahr                 | Turnier                              | Platz                | Preisgeld            |
| Starcraft: Brood War | Starcraft: Brood War                 | Starcraft: Brood War | Starcraft: Brood War |
| -------------------- | ------------------------------------ | -------------------- | -------------------- |
| 2005                 | UZOO MSL                             | 1. Platz             | 25.000.000 ₩         |
| 2005/06              | LG CYON MSL                          | 2. Platz             | 10.000.000 ₩         |
| 2006                 | Pringles MSL #1                      | 1. Platz             | 30.000.000 ₩         |
| 2006                 | World eSports Festival 2006          | 1. Platz             | 06.000 $             |
| 2006                 | CJ Super Fight #1 - BoxeR vs. sAviOr | Sieg                 | 10.000.000 ₩         |
| 2006                 | Pringles MSL #2                      | 1. Platz             | 30.000.000 ₩         |
| 2006                 | CJ Super Fight #3                    | 1. Platz             | 20.000.000 ₩         |
| 2006/07              | ShinHan OSL Season 3                 | 1. Platz             | 40.000.000 ₩         |
| 2007                 | GOMTV MSL #1                         | 2. Platz             | 10.000.000 ₩         |
| 2007                 | Blizzard Worldwide Invitational      | 2. Platz             | 05.000 $             |
| 2007                 | Blizzcon Invitational                | 1. Platz             | 10.000 $             |
| 2007                 | International e-Sports Festival      | 2. Platz             | 05.000 $             |
| 2008                 | Blizzcon Invitational                | 1. Platz             | 25.000 $             |